# Souternon
Souternon là một xã trong tỉnh Loire miền trung nước Pháp.